# Maria Dahlin (filmproducent)
Maria Helena Dahlin, född 28 oktober 1974 i Sävedalens församling i Göteborgs och Bohus län, är en svensk filmproducent.
Maria Dahlin växte upp i Hässjö utanför Timrå i Medelpad. Hon har arbetat med filmer som Svinalängorna (2010), Call Girl (samma år), Hundraåringen som klev ut genom fönstret och försvann (2013) och Jätten (2016). För Jätten tilldelades Dahlin en guldbagge för bästa film, och filmen tilldelades även guldbaggar för bästa manus och bästa mask/smink.

## Filmografi i urval
- 2010 – Svinalängorna (medproducent)
- 2012 – Call Girl (exekutiv producent)
- 2013 – Hundraåringen som klev ut genom fönstret och försvann (exekutiv producent)
- 2016 – Jätten (producent)
- 2015 – Modus (TV-serie) (medproducent)
- 2014 – Ensam Tillsammans (producent)
- 2018 – Unga Astrid (producent)